# Camellia glabricostata
Camellia glabricostata är en tvåhjärtbladig växtart som beskrevs av T. L. Ming. Camellia glabricostata ingår i släktet Camellia och familjen Theaceae. Inga underarter finns listade i Catalogue of Life.